# Victorialand
| Оценки критиков  | Оценки критиков |
| Источник         | Оценка          |
| ---------------- | --------------- |
| AllMusic         | [ 1 ]           |
| Martin C. Strong | (8/10)          |
| Record-Journal   | (B-)            |

Victorialand — четвёртый студийный альбом шотландской группы Cocteau Twins, вышедший 14 апреля 1986 года.
Альбом достиг позиции № 10 в британском чарте UK Albums Chart, став первым для группы диском попавшим в UK Top-10 album, где находился 7 недель.

## Об альбоме
Название альбома происходит от имени Земли Виктории в Антарктиде, названной так в честь британской королевы Виктории. Названия каждого трека связано с пассажами об Арктике и Антарктике в книге Дэвида Аттенборо The Living Planet: A Portrait of the Earth, сопровождавшей выход его телесериала The Living Planet на канале BBC в 1984 году.
Альбом получил положительные отзывы музыкальных критиков.

## Список композиций
Авторы всех песен (Элизабет Фрейзер и Робин Гутри.
1. «Lazy Calm» — 6:36
2. «Fluffy Tufts» — 3:07
3. «Throughout the Dark Months of April and May» — 3:05
4. «Whales Tails» — 3:18
5. «Oomingmak» — 2:43
6. «Little Spacey» — 3:28
7. «Feet-Like Fins» — 3:27
8. «How to Bring a Blush to the Snow» — 3:52
9. «The Thinner the Air» — 3:16

## Участники записи
- Элизабет Фрейзер — вокал
- Робин Гутри[англ.] — гитара